# Dacia Ripensis

El norte de los Balcanes, incluyendo Dacia Ripensis, en el.

Dacia Ripensis (en griego, Δακία Παραποτάμια) ("Dacia de las orillas del Danubio") fue el nombre de una provincia romana establecida por primera vez por el emperador Aureliano c. al sur del río Danubio, después de ordenar la retirada de la anterior provincia de Dacia, que había formado parte del imperio desde su conquista por Trajano.
Estableció su capital en Ratiaria (Colonia Ulpia Ratiaria).